# 1991年完美风暴
1991年完美风暴（英語：1991 Perfect Storm）又称1991年万圣节东北风暴（英語：Halloween Nor'easter of 1991），并且在风暴过去后的最初几年里还被称为无名风暴（英語：The No-Name Storm），是一股于其存在后期吸收飓风格雷斯后最终演化成小规模飓风的东北风暴。其最初的低气压带于10月28日在加拿大大西洋省份近海形成，然后在北面一个高压脊的影响下被迫南下，达到最高强度时已经成为一个大规模的强劲气旋。风暴以巨浪和沿海洪灾对美国东岸造成了强烈的冲击，然后转向西北并逐渐减弱。进入水温较高的海域后，系统转变成亚热带气旋，然后又变成热带风暴。风暴在中大西洋各州近海行进了一个环形路径后转向朝东北方向前进，到11月1日已演变成一个完整的飓风，最高风速每小时120公里，不过美国国家飓风中心没有给其命名，避免媒体将之与其温带气旋前身混淆。作家塞巴斯蒂安·荣格尔（Sebastian Junger）在与美国国家气象局预报员罗伯特·凯斯（Robert Case）交流后将这场风暴命名为“完美风暴”（the Perfect Storm）。这是1991年大西洋飓风季的第四场飓风，也是最后一个热带气旋。之后该热带系统减弱为热带风暴，并在袭击新斯科舍后消散。
这场风暴造成的经济损失总计超过2.08亿美元（1991年美元，相当于4.8億2025年美元），还导致13人丧生。大部分灾难损失是在风暴还是温带系统时发生的，高达10米的海浪袭击了从加拿大到佛罗里达州以及更东南部的波多黎各海岸线。马萨诸塞州受到的打击最为沉重，超过100户民宅被摧毁或严重受损。其北面的缅因州也有超过100户家庭受到影响，包括当时的美国总统乔治·赫伯特·沃克·布什的度假屋。超过38000人家中停电，沿海巨浪导致道路和建筑物被淹。新英格兰部分地区受到的损失比两个月前的飓风鲍勃还要严重。
除了多条河流出现潮汐洪水外，风暴的影响主要集中在沿海地区。新斯科舍近海的一个浮标报告了高达30.7米的狂浪，创下该省海域的新纪录，该海域有一艘名为“安德烈·盖尔号”的渔船及其六名船员在风暴中葬身大海，这一事件写入了畅销书《完美风暴》，之后又改编成好莱坞同名大片。纽约长岛近海有一架空中国民警卫队直升机因油料耗尽而坠毁，不过机上五人中有四人生还。史泰登岛海域有两人因船只沉没而遇难。罗德岛州和波多黎各各有一人因被大浪卷走而丧生，还有一人被狂风吹落桥下而死亡。风暴发展成热带气旋后产生的影响很小，主要只是停电和道路湿滑，纽芬兰岛有一人在风暴相关的交通事故中丧生。

## 气象历史
完美风暴起源于离开美国东岸的一股冷锋。10月28日，这股冷锋在新斯科舍以东催生出一片温带低气压。这时有一个强烈的高气压从墨西哥湾东北方向沿阿巴拉契亚山脉一直延伸到格陵兰，高压脊迫使温带低气压朝东南方向行进，之后又转向朝西。10月29日，飓风格雷斯被其自身的冷锋卷入温带气旋深处的温暖环流带。由于西北方向的冷空气和飓风格雷斯带来的温暖潮湿空气间存在的温度差，这股温带气旋得到大幅增强。之后在朝美国漂流的过程中，低气压继续深化。系统与大部分东北风暴相比，发展模式完全相反，这样的气象情况要50至100年才会出现一次。大部分东北风暴都是从西南方向对新英格兰产生影响。

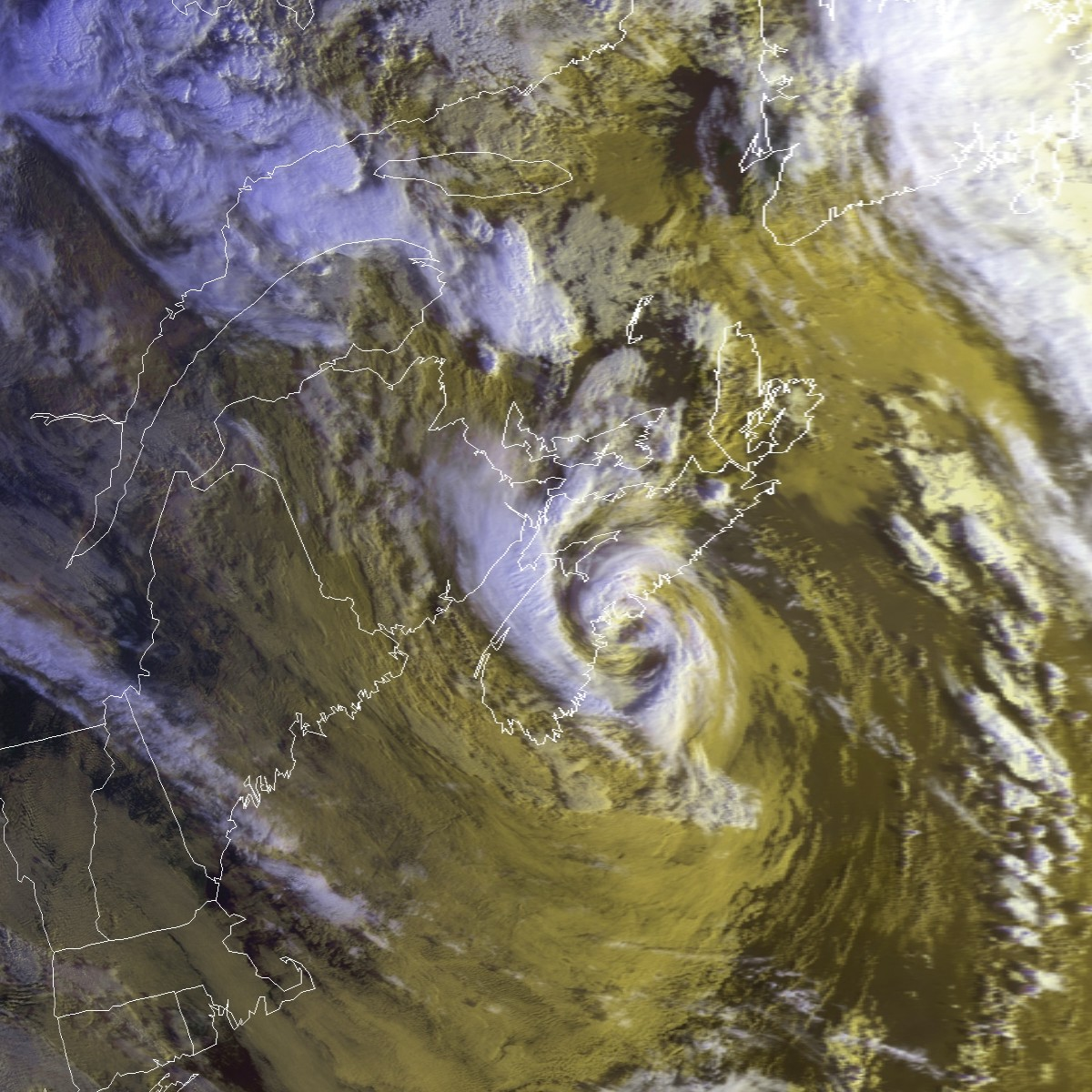
热带风暴在加拿大新斯科舍省哈利法克斯以西登陆

风暴在位于新斯科舍省哈利法克斯以南约630公里洋面时达到风速每小时110公里的最高强度，协调世界时（UTC）10月30日中午12点左右，东北风暴达到972毫巴（百帕，28.7英寸汞柱的最低气压。温带风暴及其北面高压系统间的相互作用产生了大幅的压力差，引发狂风和巨浪。从新英格兰南部海岸到风暴中心的压力差达70毫巴（百帕，2.1英寸汞柱）。10月30日当天位于哈利法克斯以南约425公里的浮标测得高达30.7米的狂浪。这也成为斯科舍大陆架，即新斯科舍近海海洋大陆架信史上纪录到的最高海浪。10月30日下午15点左右，美国国家海洋和大气管理局一个位于鳕鱼角以东（40.5°N，69.5°W）的浮标测得的最大持续风速为每小时90公里，阵风时速116公里，平均海水面（最高海浪的平均高度）达到12米高。10月31日凌晨0点左右，另一个位于40.5°N，69.5°W的浮标报告最大持续风速每小时98公里，阵风时速116公里，平均海水面9.4米。
达到最高强度后，东北风暴转向南下并逐渐减弱，到11月1日时气压已升至998毫巴（百帕，29.5英寸汞柱）。进入墨西哥湾暖流的温暖水域后，低气压中心周围的对流带开始组织起来。系统大约在这个时候已经有了亚热带的特征。11月1日，风暴正在以逆时针方向循环行进，其大型低气压的中心确认存在一个热带气旋。虽然这样的情况非常少见，但1980年的飓风卡尔（Karl）也是在一个大型非热带天气系统内部形成。
11月1日下午14点左右，系统中有眼状特征开始形成，热带气旋达到最高强度，其最大持续风速为每小时121公里，这些估计数据结合美国空军后备队飞入风暴内部观察后提交的报告，确认系统中存在暖心，表明风暴已经达到萨菲尔-辛普森飓风等级下的一级飓风强度。飓风加速朝东北方向前进并快速减弱成热带风暴，于11月2日下午14点在新斯科舍省哈利法克斯附近登陆，登陆时的持续风速为每小时72公里。风暴逼近海岸时，气象雷达显示出系统西部存在的弯曲雨带。最后，风暴在穿越愛德華王子島后于11月2日晚完全消散。

## 防灾措施和命名

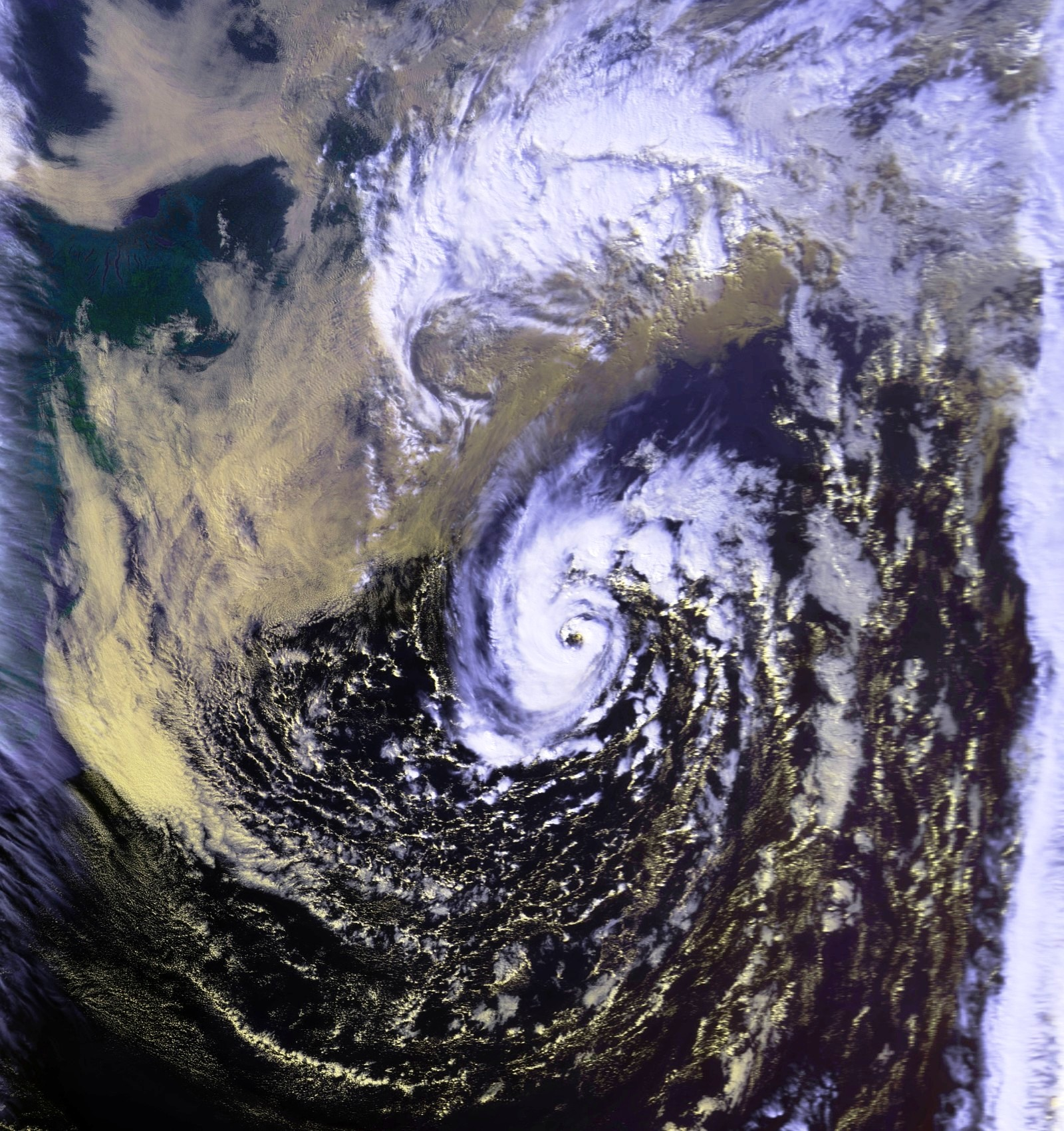
无名飓风在11月1日的卫星图像（GOES-7摄

一连几天的时间里，天气模型的结果都预测新英格兰近海会发展出一个大型风暴。但这些模型还不足以对沿海地区的情况作出预报，这也是气象预测部门未能及时发布充足警告的一个实例。此外，风暴过后进行的评估显示沿海地区的观测点数量也存在不足。10月27日，美国海洋预报中心认为会有一个“危险的风暴”在36小时内形成，并且其措辞中特别强调了风暴的特殊性质。美国国家气象局同样对这个可能形成的风暴发出警告，向紧急服务办事处和媒体提供相关信息。然而，这些警告没有引起公众的足够重视，不过由于发布及时，还是大幅降低了死亡人数。这场完美风暴一共只造成13人死亡，相比之下，1978年的美国东北部的暴风雪导致99人遇难，1938年新英格兰飓风更造成564人丧生。
从马萨诸塞州到缅因州，成千上万的居民从家中撤离前往避难所。马萨诸塞州包括沙福克縣在内的九个县以及缅因州的两个县都宣布进入紧急状态。美国国家气象局位于北卡罗莱纳州罗利和哈特拉斯（Hatteras）的办事处于10月27日发布了首份大浪公告，比第一波大浪的报告早了超过8个小时。同日还先后发布了沿海洪水观察预警和警告以及烈风警告。哈特拉斯的美国国家气象局办事处共计发布了19份沿海洪水报告，还有媒体报道向公众解释狂风和海浪所构成的威胁，该州的戴尔县宣布进入紧急状态。这一地区警告的及时发布获得了“非常好”的评价。
加拿大因这场风暴的威胁而暂时中止了从缅因州汉考克号芒特迪瑟特島上的新英格蘭鎮巴港（Bar Harbor）到新斯科舍西南部缅因湾小镇雅茅斯（Yarmouth）之间的轮渡服务，同样中止的还有新斯科舍到愛德華王子島以及新斯科舍到纽芬兰岛之间的轮渡服务。
美国国家飓风中心发布的热带气旋报告中只把这一天气系统称为“无名飓风”。自然灾害调查报告中称风暴为“1991年万圣节东北风暴”。作家兼记者塞巴斯蒂安·荣格尔在与美国国家气象局驻波士顿气象学家罗伯特·凯斯交流后，给飓风起了一个叫“完美风暴”的绰号，凯斯当时表示，多种天气条件汇聚在一起，给这个风暴的形成创造了“完美”的条件。其他美国国家气象局办事处负责为这场风暴发布警告，来代替通常由美国国家飓风中心发布的公告。美国海洋预报中心也在其“公海预报”上公布针对无名飓风的警告。美国国家气象局驻波士顿的州级预测办事处针对风暴发布了“近海海洋预报”。沿美国东岸的美国气象局地方办事处也在其“沿海水域预测”中对风暴进行追踪。
从1950年起，美国国家飓风中心就开始为正式认可的热带风暴和飓风命名。根据报告，无名飓风满足了热带气旋的所有标准，但却有意地没有将其命名。这样做的目的是为了避免媒体和公众产生混淆，他们都关注于之前东北风暴所造成的损害，而系统发展成飓风後预期并不会对陆地构成较大威胁。所以，无名飓风实际上是1991年大西洋飓风季的第八个可以命名的飓风。

## 影响

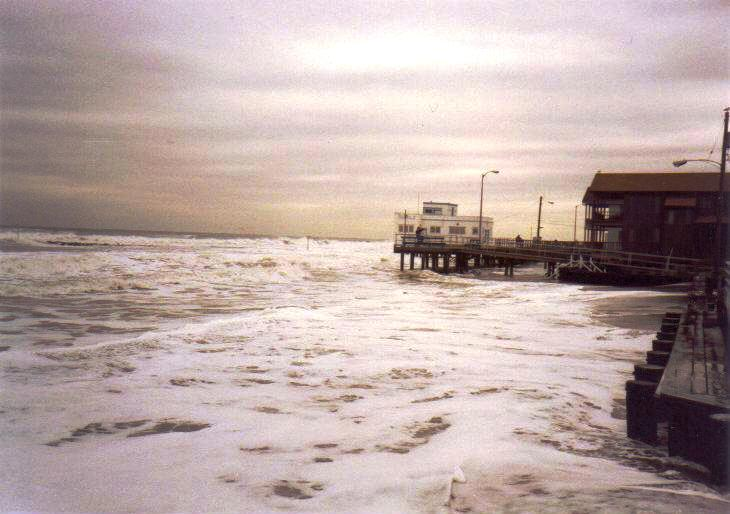
新泽西州大洋城的沿海洪水

1991年万圣节风暴给美国东岸沿岸造成了沉重的打击，其中最严重的是马萨诸塞州和新泽西州南部。有七个州受到影响，总计经济损失超过2.08亿美元（1991年美元，相当于4.8億2025年美元）。在三天的时间里，风暴以巨浪冲击了美国东北部，从北卡罗莱纳州到缅因州都出现了海滨物业受损的情况。数百户民宅和商铺因沿海洪灾受损或被毁，多条道路和多个机场被迫关闭。此外，强风还导致约38000人家中停电，这个数字与两个月前飓风鲍勃导致的停电影响人数相比要低得多，主要是因为降雨较少，并且树上树叶早已飘落，树木的枝干已不易因风折损。共计有13人确认因这场风暴而丧生，其中包括“安德烈·盖尔号”（Andrea Gail）渔船上的6名船员。该船离开马萨诸塞州的格洛斯特前往新斯科舍海域。在公道上遭遇风暴后，安德烈·盖尔号与陆地失去了联系，其最后一次无线电通讯是在10月28日晚发出，当时船只位于塞布尔岛东北方向约290公里。船在返回格洛斯特途中沉没，其残骸在之后数周时间里陆续被海浪冲到了岸上。美国海岸警卫队试图进行搜救工作，但没能找到6名船员，推定他们均已长眠大海。塞巴斯蒂安·荣格尔将这场风暴和渔船的沉没写入了自己的非小说类畅销书《完美风暴》（The Perfect Storm），该书于1997年出版，后又改编成了2000年的好莱坞大制作同名电影，由乔治·克鲁尼主演。

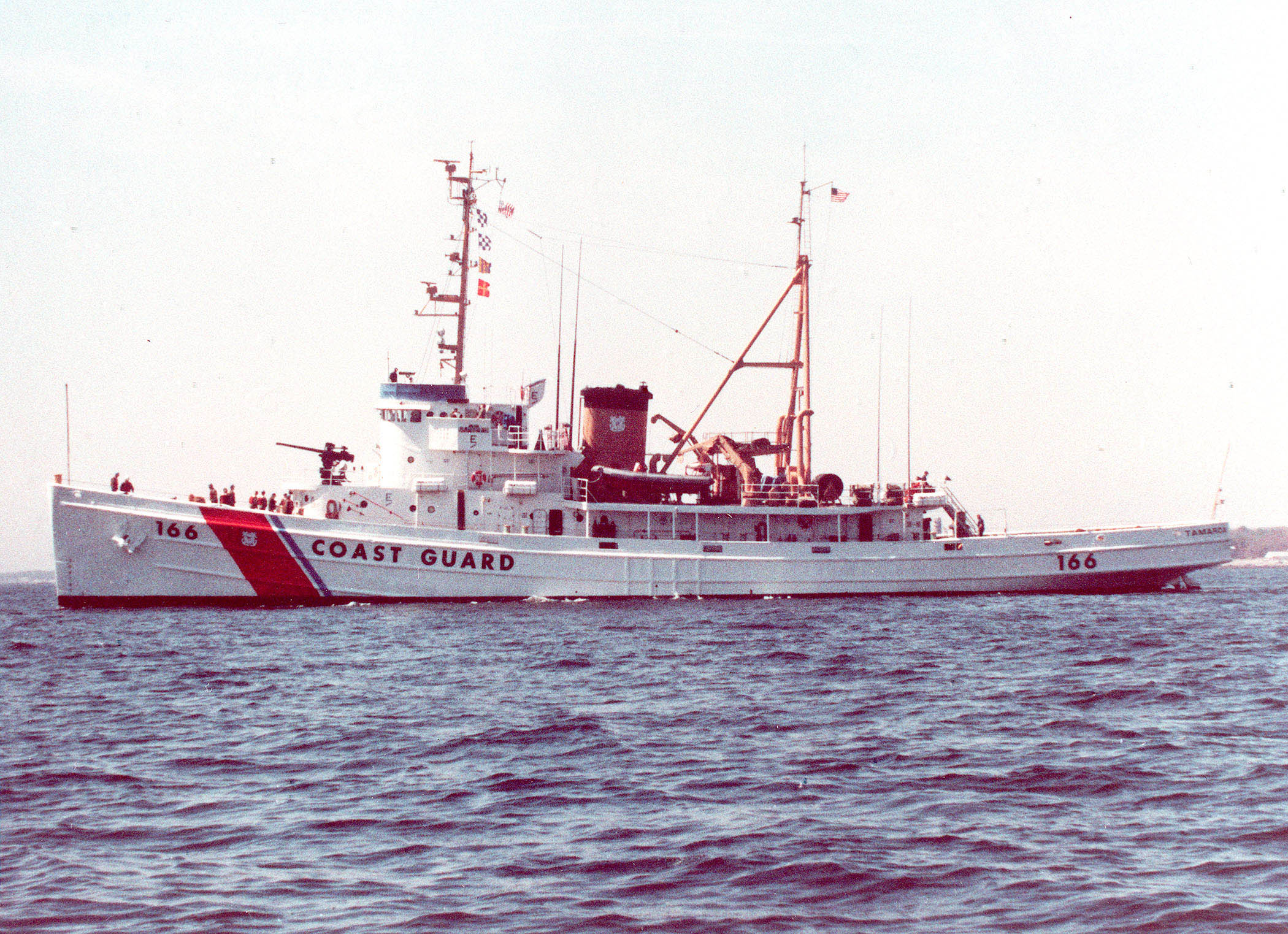
美国海岸警卫队独桅纵帆船“塔马罗亚号”救起了坠毁空中国民警卫队直升机的幸存者

虽然造成了严重损失，但这场风暴并不是影响美国东北部的最强烈风暴，也不是造成损失最大的风暴。其最接近陆地时正在减弱，而最高的海潮也是发生在潮汐范围最小的小潮时期。风暴对海上的影响最为严重。南塔克特东北方向1050公里海面，安德烈·盖尔号最后所知位置以西约97公里处的一个浮标记录到海浪在10小时里升高了22米，当时这股温带风暴仍然在快速增强。马萨诸塞州海岸附近的两个浮标记录到创纪录的高海浪，其中一个还记录到了创纪录的风速。美国海岸警卫队在风暴影响洋面救出了25人，其中包括長島海灣的13人。第106空中救援联队的一架纽约空中国民警卫队直升机于风暴期间在长岛小镇蒙托克以南约140公里处因油料耗尽而坠毁。起初另一架直升机试图在风暴中救援，但没有成功，之后海岸警卫队一艘配有84名船员的独桅纵帆船“塔马罗亚号”（Tamaroa）到达失事地点就救出了4名已在低温海水中等待了6个小时的机组人员。这4位幸存者分别是飞行员戴夫·鲁沃拉（Dave Ruvola）和格雷厄姆·布舍尔（Graham Buschor），飞行工程师吉姆·麦奥利（Jim Miolli），以及伞降救援队成员约翰·史毕兰（John Spillane）。机上的第五位成员，伞降救援队成员瑞克·史密斯（Rick Smith）仍然下落不明，经推定已经死亡。。四人之后都出现在2012年2月24日播出的电视纪录片《逃出鬼门关》（I Shouldn't be Alive）中。
由于风暴造成的沉重打击，美国总统乔治·赫伯特·沃克·布什宣布缅因州的五个县，马萨诸塞州的七个县以及新罕布什尔州的羅京安縣为灾区，这让受到影响的居民可以申请低息修整贷款。新泽西州州长詹姆斯·弗洛里奥（James Florio）请求宣布该州部分沿海地区为灾区，但由于两年前飓风雨果、洛马普列塔地震和今年的飓风鲍勃这些自然灾害都需要资金援助，所以美国联邦政府没有同意州长的请求。美国红十字会在马萨诸塞州的四个地点开设了服务中心，向风暴灾民提供食品、衣物、药品和住所。该机构还调配了五辆汽车运载食品和清理用具，并拨款140万美元（1991年美元，相当于323萬2025年美元）向3000户家庭提供援助。

### 新英格兰和加拿大大西洋省份
风暴在马萨诸塞州沿岸产生了1.2米高的海潮，其上还有7.6米高的狂浪。波士顿最高的海潮达4.4米，只比1978年暴风雪时创下的纪录低30厘米。风暴潮上的狂浪有9.1米高，马萨诸塞州东南部普降暴雨，降雨量最高的达到140毫米。沿海洪水令多条道路封闭，并迫使数百人疏散。除海潮外，风暴还产生了狂风，巴恩斯特布爾縣的查塔姆（Chatham）记录到的阵风风速为每小时126公里。从该州西北部的安角到南塔克特受到的打击最为严重，上百户民宅被毁，普利茅斯縣的马什菲尔德和北滩（North Beach）、以及南塔克特的布兰特点（Brant Point）共有上百户民宅被摧毁或是严重受损，总计经济损失达到1亿美元（1991年美元，相当于2.31億2025年美元）。幸运的是全州没有人员丧生，只有两人受伤。

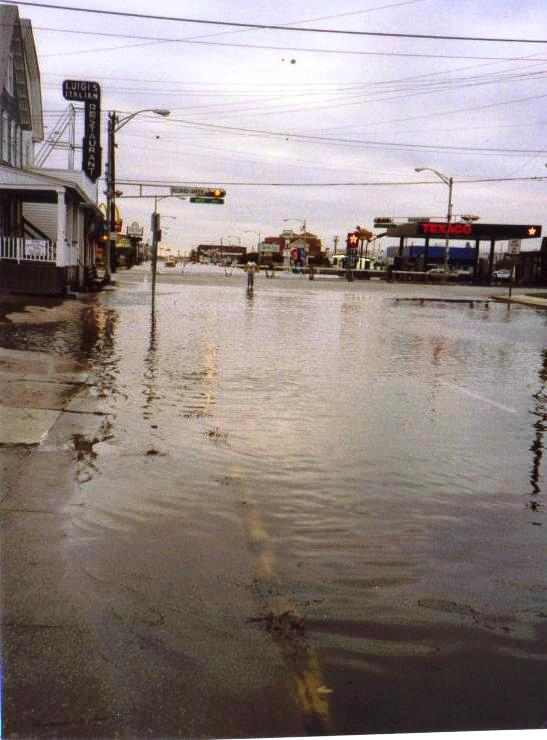
新泽西州大洋城的街道因风暴而被水淹没

新英格兰其他地区中，远至缅因州北部沿海的海浪都有9.1米高，海潮也比正常水位要高0.91米。该州有报告出现严重水灾，强风还导致多处停电。共计49户房屋严重受损，两套被毁，受灾总人数超过100。总统布什位于肯纳邦克波特的度假屋窗户被刮破，房子也被水浸，一楼受到了严重破坏。波特兰的海潮高于正常水平0.91米，是继1914年开始有纪录以来最高的十次潮汐之一。沿海地区受损程度超过两个月前的飓风鲍勃，风暴给整个缅因州共造成了790万美元（1991年美元，相当于1824萬2025年美元）的经济损失，其中以約克縣最为严重。损失总额中超过一半属财物损失，其它的则主要是交通运输、海堤和公共设施受损。与马萨诸塞州一样，缅因州也没有人员伤亡，仅有两人受伤。相邻的新罕布什尔州多个小镇受到沿海洪灾影响，两户民宅被毁。风暴还摧毁了三艘船只，破坏了一座灯塔。大浪破坏或卷走了超过5万个龙虾笼，造成200万美元（1991年美元，相当于462萬2025年美元）损失。估计该州共计受到了约560万美元（1991年美元，相当于1293萬2025年美元）的经济损失。狂风和沿海洪灾还对更西面的罗德岛州和康涅狄格州造成了冲击，华盛顿县纳拉甘西特（Narragansett）有一人丧生。纽波特的风速达到每小时101公里，造成部分地区停电。
风暴在加拿大大西洋省份近海产生了狂浪，塞布尔岛有一艘船只淹没，另一艘搁浅。新斯科舍的蒂弗顿（Tiverton）有三艘小船被海浪推毁，紐芬蘭與拉布拉多阿瓦隆半岛东部小镇托贝（Torbay）也有九艘船有同样遭遇。风暴登陆的新斯科舍降雨量为30毫米，皮克图县（Pictou County）有两万人家中断电。风暴产生的强风还致使纽芬兰岛出现大面积停电，圣劳伦斯（St. Lawrence）风速达到每小时110公里。因路面湿滑，大瀑布-温莎（Grand Falls-Windsor）至少发生了35起交通事故，有一人在事故中丧生。风暴形成前纽芬兰岛纪录到了116毫米的降雪。除了上述交通事故外，这场风暴没有给加拿大造成严重损失。

### 中大西洋各州

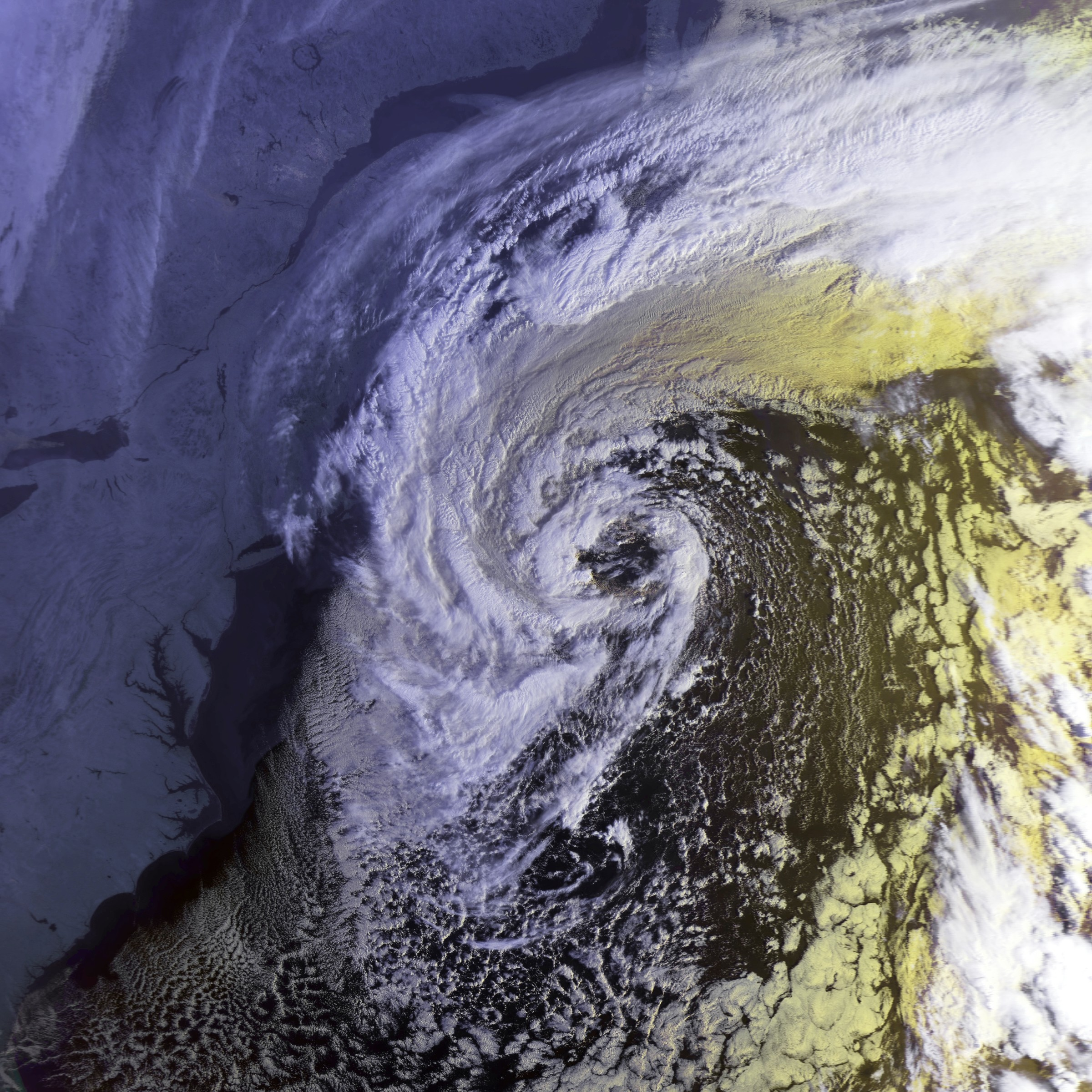
气旋即将到达距美国本土最近的位置

这场风暴给纽约州和新泽西州沿海地区造成的损失是继1944年大西洋大飓风以来最严重的。大量船只被破坏或摧毁，史泰登岛有两人丧生。狂风将一人从桥上卷下，导致该男子死亡。康尼島海滩被大浪淹没。新泽西州蒙茅斯縣海布莱特（Sea Bright）的海浪冲过了海堤，迫使200人疏散。较为内陆的哈德逊河、帕塞伊克河（Passaic River）和哈肯萨克河（Hackensack River）出现了潮汐洪水。除马萨诸塞州外，受损失最严重的是新泽西州南部，估计达7500万美元（1991年美元，相当于1.73億2025年美元）。该地区记录到了自1944年大西洋大飓风以来最高的海潮，导致了严重的沿海和后湾洪灾，大量道路被迫封闭。风暴还导致了严重的海岸侵蚀，开普梅县的阿瓦隆（Avalon）流失了约38万2000立方米沙子，开普梅海滩受到的经济损失达1000万美元（1991年美元，相当于2309萬2025年美元）。沙丘体系的存在缓解了部分地区的侵蚀程度。大西洋城的浮桥也有受损。火岛国家海岸受到了影响，部分部分小镇有整排的海滨房屋被冲走。由于海水受到污染，风暴过去后纽约州海湾对赶海实施暂止。德玛瓦半岛沿岸有大面积地区房屋被洪水损坏，其中包括弗吉尼亚州維珍尼亞海灘南部桑德布里奇沙滩（Sandbridge Beach）的10套受到影响的房屋。马里兰州的大洋城海潮达到创纪录的2.4米高，其他地区的潮汐高度则与1962年圣灰星期三风暴的情况类似。

### 更南方的地区
北卡罗莱纳州外灘群島沿海起初经历了飓风格雷斯的洗礼，之后又受到了格雷斯与一个高气压系统相互作用的冲击。戴尔县最北面的达克（Duck）出现了烈风强度的狂风和3.7米的大浪。之后，无名飓风的温带系统前身又产生了大浪，致使哈特拉斯角（Cape Hatteras）到柯里塔克縣北部地区出现海滨洪灾。该州于10月28日首度出现洪灾的报道，北卡罗莱纳州12号高速公路位于罗丹特（Rodanthe）以北的部分路段被海水淹没，这条路是通往外滩群岛的交通要道。纳格斯海德（Nags Head）、基蒂霍克（Kitty Hawk）和杀魔山（Kill Devil Hills）都有大片路段被水淹没，从海滩一直延伸了几个街区远。这些洪水共导致525户房屋和28家商铺受损，还有两家汽车旅馆和几套家宅被毁，经济损失估计为670万美元（1991年美元，相当于1547萬2025年美元）。更南部的佛罗里达州有14人因风暴而受伤，并出现了较度海岸侵蚀和洪灾，两套房屋以及莱克沃思的码头受损。海浪给部分海滩带去了更多的沙子。代托纳比奇有两人在坐船失去动力后失踪。有一段被大浪冲毁。该州遭受的经济损失估计为300万美元（1991年美元，相当于693萬2025年美元）。百慕大、巴哈马和多明尼加共和国都受到了大浪的影响。波多黎各北部海岸出现了4.6米高的巨浪，32人因此前往避难所暂避。海浪还卷走了一人并致其死亡。